# Allen Apsley (Händler)

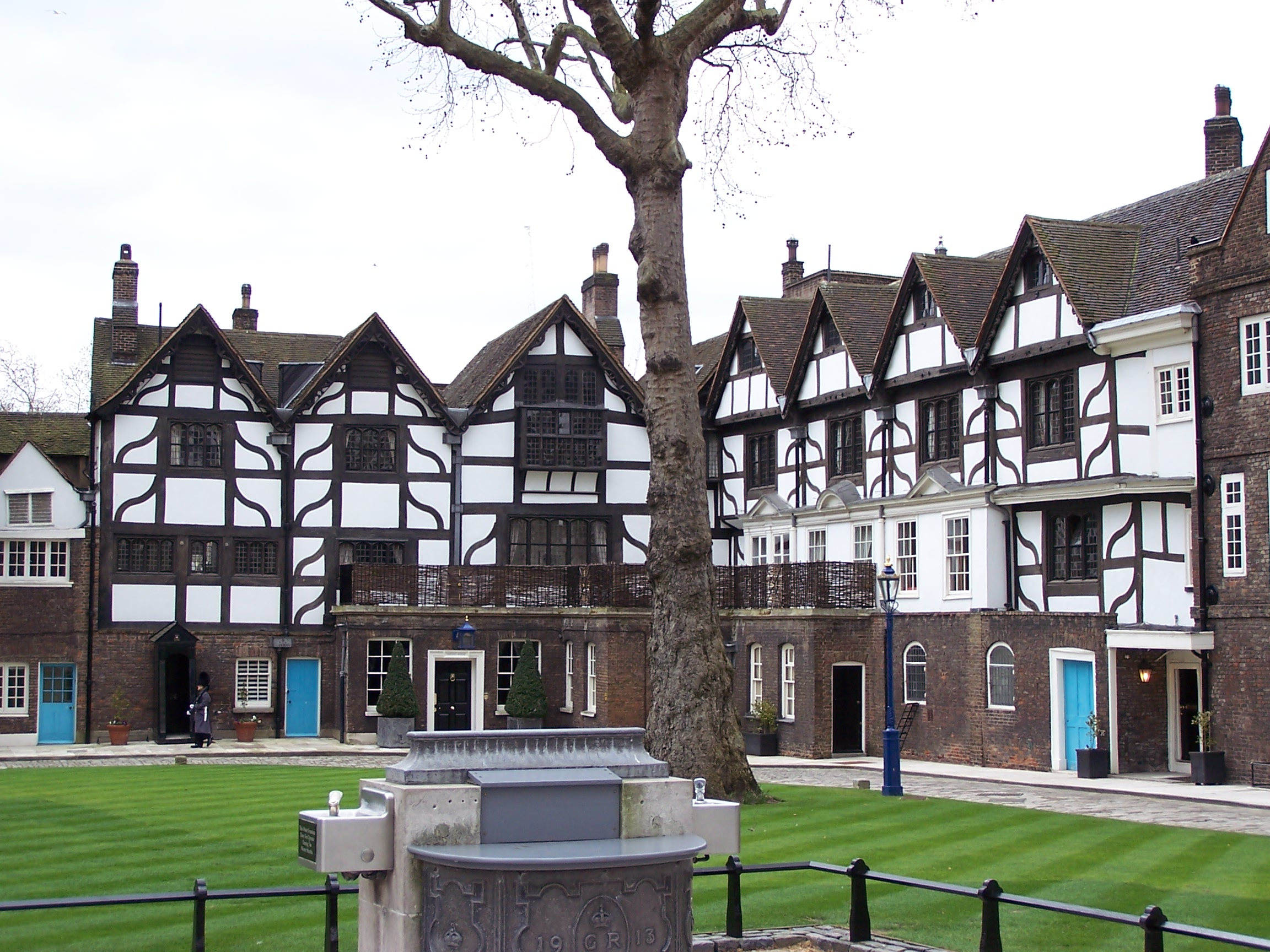
Queen’s House im Tower of London, Wohnort von Apsley seit 1616

Sir Allen Apsley (* 1567 in London; † 1630 ebenda) war ein englischer Händler, Mitbegründer der Massachusetts Bay Colony, Gutsherr in Feltwell und Lord-Lieutenant des Tower.
Apsley wurde als Sohn des Händlers John Apsley in der City of London geboren. 1605 wurde er zum Knight Bachelor geschlagen und von Karl I. 1616 zum Lord-Lieutent des Tower of London und der Tower Division ernannt. Mit seiner Frau Lucy hatte er zwei Kinder: Allen Apsley Junior und Lucy Hutchinson.
Apsley setzte sich dafür ein, dass seine Tochter, für die Zeit ungewöhnlich, eine gute Bildung bekam und damit später Karriere als Schriftstellerin machen konnte. Lucy Hutchinson beschrieb ihren Vater später als Vater aller Gefangenen im Tower, denen er außerordentliches „Mitgefühl und Herzlichkeit“ entgegengebracht habe. Ebenso zeigte er Begeisterung für jede Art der Bildung. Apsleys Frau Lucy bezahlte die Experimente, die Walter Raleigh in seiner Festungshaft im Tower durchführte.
Als Apsley starb, hinterließ er seinen Nachkommen enorme Schulden. Seine eigenen Konten waren mit denen der englischen Regierung und denen der Massachusetts Bay Colony verwoben, so dass Gläubiger die Familie noch jahrelang verfolgten.
Apsley ist in der Kirche St. Peter ad Vincula auf dem Gelände des Tower begraben.